# Batteriinsamlingen
Batteriinsamlingen var ett samarbete mellan producentansvarsbolagen El-Kretsen och Blybatteriretur. Batteriinsamlingen startade 1997 som ett samarbete mellan Naturvårdsverket, Sveriges Kommuner och Landsting, Avfall Sverige och Batteriföreningen.
Målet med batteriinsamlingen var att samla in alla batterier som säljs på marknaden. Målet försökte man, enligt egen uppgift, nå genom att 
- Öka motivationen bland privatpersoner
- Informera om var batterier samlas in
- Stödja personer som har ansvar för batterier inom kommunala organisationer
- Bidra med material om batteriåtervinning till skolor

Batteriinsamlingen bytte namn till batteriåtervinningen, som sedan lade ner. De hänvisar istället till El-Kretsens Kunskapsrum.